# Театр на Эльбе
«Теа́тр на Э́льбе» (нем. Das Theater an der Elbe) — театр в Гамбурге, Германия. Построен в 2011—2014 гг. по проекту архитектора Арно Мэйджса. Расположен на берегу реки Эльбы в городском порту в непосредственной близости от «Театра в порту Гамбурга». Это первый построенный „с нуля“ театр компании «Stage Entertainment Germany». 

## История
Строительство театра началось в октябре 2011 года. В мае 2012 года в фундамент заложили звезду мюзиклов «Тарзан», «Король лев» и «Действуй, сестра!».
Каркас здания был завершён спустя восемнадцать месяцев после начала строительства — в марте 2013 года. Черепица состоит из 10000 частей из нержавеющей стали. Фасад представляет собой большую стеклянную галерею высотой до двенадцати метров, за которой находятся два этажа фойе. Изнутри открывается вид на гавань и центр города. В декабре компания дала театру название — «Театр на Эльбе».
Театр открылся 10 ноября 2014 года световым шоу и фейерверком. Стоимость постройки вместе с техническим оснащением оценивается 65 млн. евро. Первой постановкой стала мировая премьера мюзикла «Чудо Берна», стационарный прокат которого начался 23 ноября.

## Постановки в театре
| Дата открытия | Дата закрытия | Постановка   | Жанр   | Примечания       |
| ------------- | ------------- | ------------ | ------ | ---------------- |
| 23.11.2014    | в прокате     | «Чудо Берна» | мюзикл | Мировая премьера |

## Технические данные
- Вместимость зала: 1850 зрителей (1150 в партере и 700 на балконе)[1];
- Площадь сцены: 348м²;